# كينيث إل. ويلسون
كينيث إل. ويلسون (بالإنجليزية: Kenneth L. Wilson)‏ هو منافس ألعاب قوى أمريكي، ولد في 27 مارس 1896 في أتوود في الولايات المتحدة، وتوفي في 2 فبراير 1979 في ويلميت في الولايات المتحدة.

## وصلات خارجية
- كينيث ويلسون على موقع أوليمبيديا (الإنجليزية)